# 沃利亞爾卡
47°36′51″N 29°28′47″E / 47.61417°N 29.47972°E
沃利亞爾卡（烏克蘭語：Волярка）是位於烏克蘭西南部的村莊，由敖德萨州波季利斯克区的奧克尼市鎮負責管轄。該村始建於1771年，面積0.16平方公里，海拔高度96米，2001年人口4，人口密度每平方公里25人。